# Castagna Milano

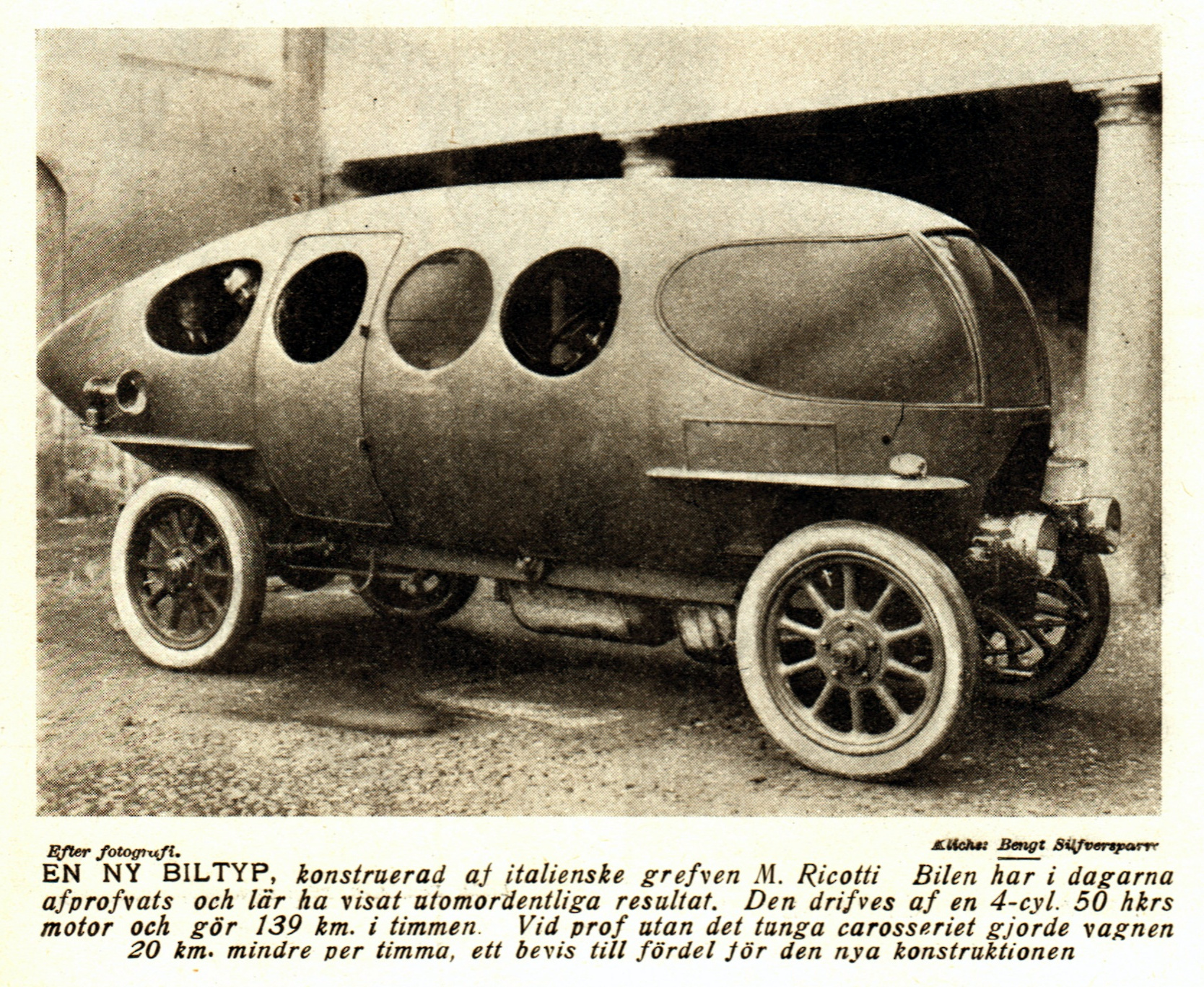
Alfa 40/60 HP Aerodynamica

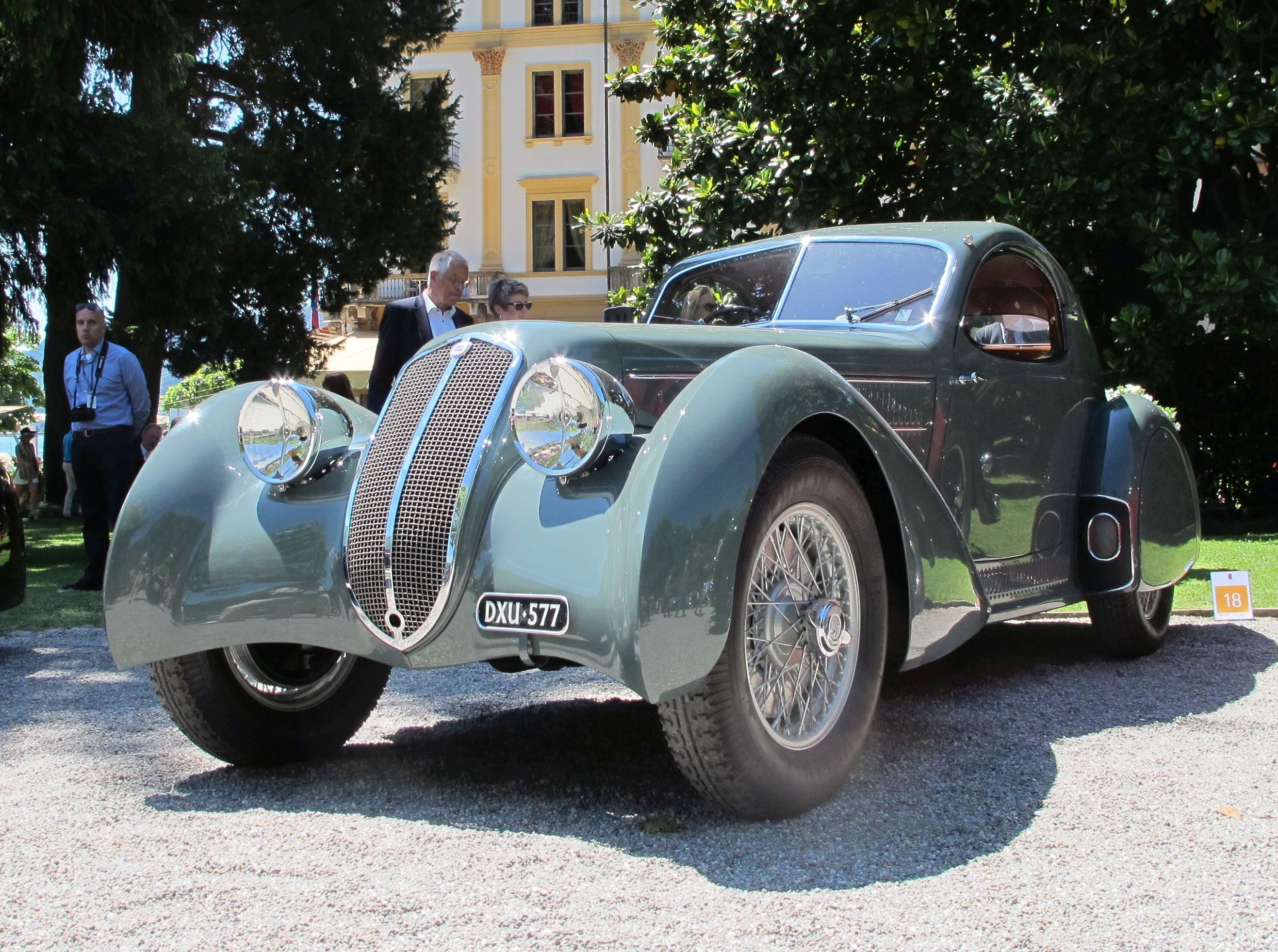
Lancia Astura

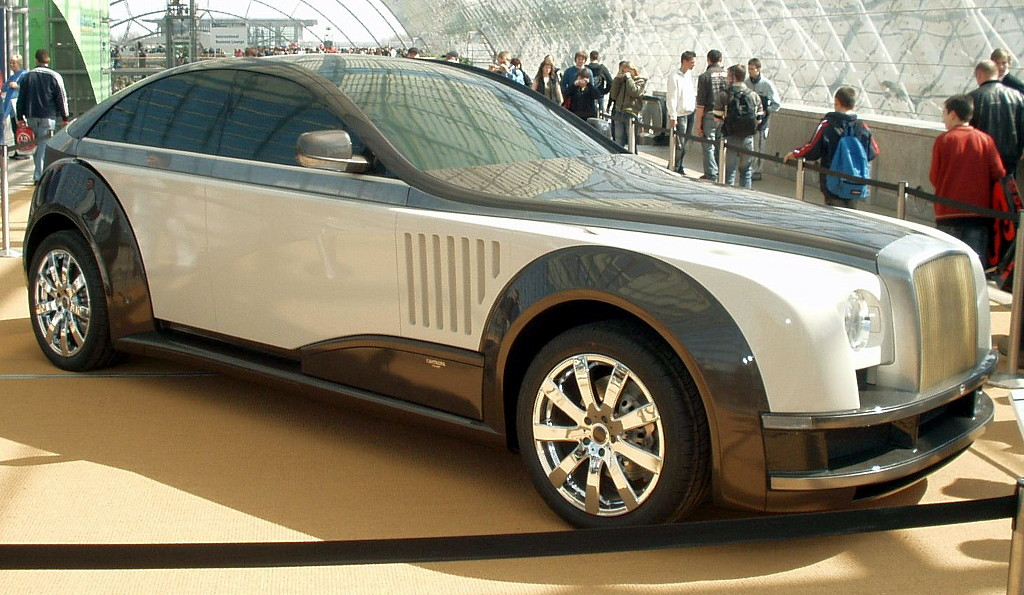
Castagna Imperial

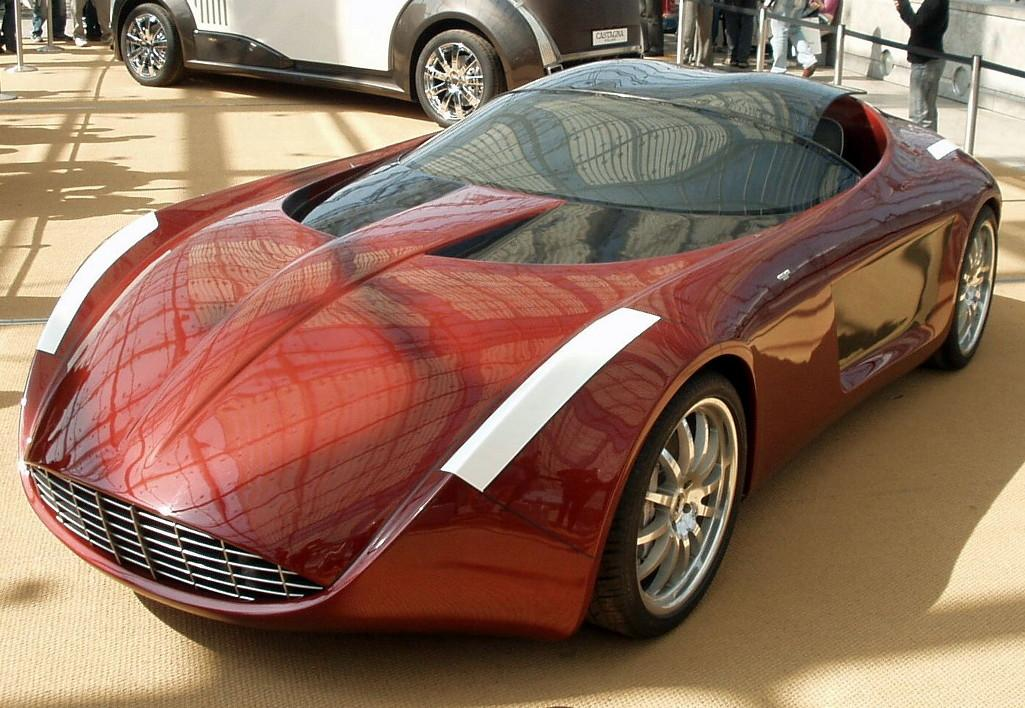
Castagna Aria

Castagna Milano – włoski producent nadwozi samochodowych z siedzibą w Mediolanie działające w latach 1849–1954 oraz ponownie od 1994 roku.

## Historia

### 1849–1954
Przedsiębiorstwo Carrozzeria Castagna powstało w 1849 roku w Mediolanie w czasie, gdy miasto to znajdowało się jeszcze na obszarze Królestwa Lombardzko-Weneckiego. Nazwę zaciągnięto od nazwiska założyciela, rzemieślnika Carlo Castagny, który specjalizował się w tworzeniu szkieletów nadwozi do pojazdów kołowych.
Pierwszym przełomowym projektem Castagny było wykonanie prototpu Alfa 40/60 HP Aerodynamica w 1914 roku, który charakteryzował się obłym, jednobryłowym nadwoziem ppracowanym pod kątem aerodynamicznych właściwości. Kolejne lata pierwszej połowy XX wieku minęły pod znakiem szerokiej współpracy z lokalną Alfą Romeo i Lancią, dla których Carrozzeria Castagna wykonała szereg nadwozi do niskoseryjnych lub prototypowych konstrukcji.
Na początku lat 50. XX wieku Castagna popadła w kłopoty finansowe, nie uzyskując wystarczającej płynności finansowej w ramach dotychczasowego modelu biznesowego. Sytuację pogorszyła spadająca liczba zleceń, przez co przedsiębiorstwo ogłosiło bankructwo w 1954 roku i zniknęło z rynku.

### 1994
Po 40 latach przerwy, dwójka włoskich przedsiębiorców, Uberto Petra i Gioacchino Acampora, podjęła decyzję o reaktywacji przedsiębiorstwa Castagna pod nazwą Castagna Milano w 1994 roku. Wzorem pierwowzoru sprzed pół wieku, za cel obrano konstruowanie indywidualnych projektów nadwozi w postaci pojedynczych prototypów. Pierwszym takim pojazdem była Alfa Romeo Vittoria oparta na Alfie Romeo SZ, którą przedstawiono w 1995 roku.
Z początkiem XXI wieku Castagna skoncentrowała się na budowaniu prototypów w stylu retro, opierając je na najpopularniejsze samochody tego typu w pierwszej dekadzie - Mini Coopera oraz Fiata 500.
Druga dekada XXI wieku przyniosła mniejszą aktywność Castagny na obszarze projektów, dopiero w drugiej połowie prezentując dwa projekty oparte na koncepcji Fiata 500: model 500C Ischia w postaci awangardowego kabrioletu oraz zmodyfikowanego minivana 500L w postaci wizji taksówki 500L Tiberio Taxi.

## Modele samochodów

### Współczesne projekty
- 1995: Alfa Romeo Vittoria
- 1995: Maserati Auge
- 2003: Castagna G.C.
- 2003: Castagna Rossellini
- 2004: Mini SUWagon
- 2004: Mini Woody
- 2005: Castagna Aria
- 2005: Bentley Shooting Brake
- 2005: Mini CrossUP
- 2005: Mini Tender
- 2006: Castagna Imperial Landaulet
- 2007: Fiat 500 Woody Wagon
- 2007: Castagna Aznom
- 2008: Fiat Tender Two EV
- 2015: Fiat 500C Ischia
- 2016: Fiat 500L Tiberio Taxi